# Lepidolopsis
Lepidolopsis là một chi thực vật có hoa trong họ Cúc (Asteraceae).

## Loài
Chi Lepidolopsis gồm các loài: